# 卡特奧夫鎮區 (阿肯色州米勒縣)
卡特奧夫鎮區（英語：Cut Off Township）是位於美國阿肯色州米勒縣的一個行政鎮區。

## 地方資料
卡特奧夫鎮區的面積為122.87平方千米，當中陸地面積為114.82平方千米，而水域面積為8.05平方千米。根據2010年美國人口普查的數據，當地共有人口78人，而人口密度為每平方千米0.63人。